# Dúné
Pour les articles homonymes, voir Dune.
Dúné est un groupe danois de rock, originaire de Skive, actif entre 2001 et 2018.

## Histoire
Dúné est formé en 2001 dans la ville de Skive. Les musiciens y avaient fréquenté ensemble le lycée. Le style musical s'inspire du rock indépendant britannique, mais intègre également des influences de la pop des années 1980 et du punk rock des années 1970. Après avoir enregistré quelques démos, le groupe perce dans son pays avec son premier single Bloodlines, sorti fin 2006. Lors de la remise des prix annuels de la musique de la station de radio P3, ils sont nommés en tant que talent de l'année.
En été 2007, Dúné se produit au Roskilde et au Tivoli de Copenhague. En automne de la même année, le groupe sort son premier album. En 2008, ils soutiennent Panic! at the Disco lors de leur tournée allemande. Ils jouent également quelques concerts en première partie de Die Ärzte lors de leur tournée Jazzfäst 2008. En août 2009, ils sortent leur album Enter Metropolis, produit par Jakob Hansen,.
En 2010, un documentaire de 80 minutes sur Dúné est publié en DVD sous le nom de Stages. Il est réalisé par Uffe Truust. En novembre 2010, Anne Cecilie Dyrberg quitte le groupe et en mai 2011, le batteur Malte Aarup-Sørensen. En août 2018, le groupe annonce sa séparation via sa page Facebook. 
Durant son histoire, Dúné a remporté un certain nombre de prix musicaux dont trois Danish Music Awards (catégories : meilleur groupe, meilleur album rock & Meilleur nouvel arrivant), le P3 Gold Prize, l'European Border Breaking Award 2008 (pour le premier album le plus vendu en dehors du Danemark), ainsi que diverses autres récompenses.

## Discographie

### Albums studio
- 2007 : We Are in There You Are Out Here  (9e au Danemark[6])
- 2009 : Enter Metropolis  (44e en Allemagne, 4e au Danemark[6])
- 2013 : Wild Hearts  (3e au Danemark[6])
- 2016 : Delta

### Singles et EP
- 2006 : Bloodlines (EP)
- 2007 : Dry Lips (86e place en Allemagne, 2e au Danemark[6]) ( Or[7])
- 2007 : A Blast Beat (Nur in Dänemark)
- 2008 : 80 Years (37e au Danemark[6])
- 2009 : Victim of the City
- 2009 : Heat (94e au Danemark[6])
- 2009 : Let Go of Your Love (3e au Danemark[6])
- 2010 : Please Bring Me Back
- 2010 : Leaving Metropolis (EP)
- 2010 : Heiress of Valentina (Princess)  (22e au Danemark[6])
- 2013 : Hell No
- 2013 : All That I Have
- 2013 : The Sun Over Green Hills
- 2013 : Let's Spend the Night Together
- 2016 : Never Be Alone

### Démos
- 2003 : Let's Jump
- 2004 : Rock, Synth 'n' Roll (EP)
- 2005 : Go Go Robot (EP)